# الأثريات الكتابية (مجلة)
الأثريات الكتابية هي مجلة تصدر كل ثلاثة أشهر، ويُشار إليها أحيانًا باسم BAR، تسعى إلى ربط الدراسة الأكاديمية للأثريات بجمهور عام يبحث لفهم عالم الكتاب المقدس والشرق الأدنى والشرق الأوسط (سوريا فلسطين وبلاد الشام). منذ صدور عددها الأول في عام 1975، تغطي مجلة الأثريات الكتابية أحدث الاكتشافات والجدل في مجال الأثريات في إسرائيل وتركيا والأردن والمناطق المحيطة، بالإضافة إلى أحدث الرؤى العلمية فيما يتعلق بكل من العهد القديم والعهد الجديد. تُنشر المجلة بواسطة الجمعية الأثرية غير الطائفية والغير ربحية (BAS).

## منشورات مشابهة
تم نشر مراجعة الكتاب المقدس أيضًا من قبل مجلة مراجعة علم الآثار في الكتاب المقدس من عام 1985 إلى عام 2005، بهدف إيصال الدراسة الأكاديمية للكتاب المقدس إلى جمهور عام واسع. تغطي مراجعة الكتاب المقدس كلاً من العهدين القديم والجديد، وقد قدمت تفسيرات نقدية وتاريخية لنصوص الكتاب المقدس، و"منحة دراسية كتابية سهلة القراءة". بعد عام 2005، اندمجت مجلة مراجعة الكتاب المقدس في مجلة مراجعة علم الآثار في الكتاب المقدس.
تم نشر أوديسة علم الآثار من عام 1997 إلى عام 2005.

## الوصول الإلكتروني
النسخ الكاملة لكل من مراجعة الكتاب المقدس والأوديسة في علم الآثار، بالإضافة إلى كل إصدار من مجلة مراجعة علم الآثار في الكتاب المقدس منذ عام 1975، متاحة لأعضاء جمعية علم الآثار الكتابية في مكتبة الجمعية.

## رؤساء التحرير
منذ تأسيسها عام 1975 حتى عام 2017، كان رئيس تحريرها هيرشل شانكس. بعد تقاعد شانكس في نهاية عام 2017، تم اختيار روبرت آر كارجيل ليكون المحرر التالي. تنحى كارجيل عن منصبه في مارس 2021 وحل محله جلين جيه كوربيت.
- هيرشل شانكس (1975–2018).
- روبرت آر كارجيل (2018–2021).
- جلين جيه كوربيت (منذ 2021).

## الناشرين
- هيرشل شانكس (1975–2003).
- سوزان لادن (منذ 2004).